# Grote mierwesp
De grote mierwesp (Mutilla europaea) of Europese mierwesp is een vliesvleugelig insect uit de familie van de mierwespen (Mutillidae). De wetenschappelijke naam van de soort is voor het eerst geldig gepubliceerd in 1758 door Linnaeus.

## Verspreiding en leefgebied
Deze soort is wijd verspreid in de warmere delen van Europa, waar hij op hommels en de rupsen van de zijdevlinder parasiteert.